# Drużynowe Mistrzostwa Polski na Żużlu 2023
Drużynowe Mistrzostwa Polski na Żużlu 2023 – 76. edycja Drużynowych Mistrzostw Polski, organizowanych przez Polski Związek Motorowy.

## PGE Ekstraliga

### Tabela
| Msc | Drużyna                              | M. | Z. | R. | P. | Pkt | Bon | Razem | +/–  |
| --- | ------------------------------------ | -- | -- | -- | -- | --- | --- | ----- | ---- |
| 1   | Betard Sparta Wrocław                | 14 | 12 | 0  | 2  | 24  | 6   | 30    | +124 |
| 2   | Platinum Motor Lublin                | 14 | 11 | 0  | 3  | 22  | 6   | 28    | +187 |
| 3   | ebut.pl Stal Gorzów Wielkopolski     | 14 | 7  | 2  | 5  | 16  | 4   | 20    | +54  |
| 4   | Tauron Włókniarz Częstochowa         | 14 | 6  | 3  | 5  | 15  | 3   | 18    | +11  |
| 5   | For Nature Solutions KS Apator Toruń | 14 | 5  | 1  | 8  | 11  | 4   | 15    | –42  |
| 6   | Fogo Unia Leszno                     | 14 | 5  | 0  | 9  | 8   | 1   | 11    | –98  |
| 7   | ZOOleszcz GKM Grudziądz              | 14 | 3  | 2  | 9  | 8   | 2   | 10    | –61  |
| 8   | Cellfast Wilki Krosno                | 14 | 3  | 0  | 11 | 6   | 1   | 7     | –175 |

M. – liczba meczów, Z. – liczba zwycięstw, R. – liczba remisów, P. – liczba porażek,
Pkt. – liczba punktów, Bon. – liczba bonusów, Razem – suma Pkt. i Bon.,
+/– – różnica między zdobytymi i straconymi punktami biegowymi.

### Wyniki
| —   | CZĘ   | GOR   | GRU   | KRO   | LES   | LUB   | TOR   | WRO   |
| --- | ----- | ----- | ----- | ----- | ----- | ----- | ----- | ----- |
| CZĘ | —     | 45:45 | 45:45 | 56:34 | 53:37 | 41:49 | 49:41 | 39:51 |
| GOR | 51:38 | —     | 51:39 | 57:33 | 57:33 | 41:48 | 45:45 | 43:47 |
| GRU | 45:45 | 41:49 | —     | 51:38 | 40:50 | 56:34 | 50:40 | 42:48 |
| KRO | 41:49 | 26:28 | 49:41 | —     | 47:43 | 28:62 | 50:40 | 40:50 |
| LES | 41:49 | 41:49 | 55:35 | 46:44 | —     | 38:52 | 49:41 | 48:42 |
| LUB | 54:36 | 52:38 | 55:35 | 56:34 | 65:25 | —     | 59:31 | 44:46 |
| TOR | 44:46 | 47:43 | 52:38 | 53:37 | 58:32 | 46:44 | —     | 38:52 |
| WRO | 46:44 | 49:41 | 31:23 | 62:28 | 52:38 | 41:49 | 57:33 | —     |

### Play-Off
Mecze ćwierćfinałowe rundy play-off rozegrane zostały w dniach 13–20 sierpnia, półfinały – w terminach 27 sierpnia i 10 września. Runda finałowa, w której wyłoniony zostanie zdobywca trzeciego miejsca wraz ze zwycięzcą ligi, odbyła się w dniach 17–24 września.
| Tabela meczów ćwierćfinałowych | Tabela meczów ćwierćfinałowych       | Tabela meczów ćwierćfinałowych | Tabela meczów ćwierćfinałowych | Tabela meczów ćwierćfinałowych | Tabela meczów ćwierćfinałowych | Tabela meczów ćwierćfinałowych | Tabela meczów ćwierćfinałowych |
| Msc                            | Drużyna                              | M                              | Z                              | R                              | P                              | Pkt                            | +/-                            |
| ------------------------------ | ------------------------------------ | ------------------------------ | ------------------------------ | ------------------------------ | ------------------------------ | ------------------------------ | ------------------------------ |
| 1                              | Betard Sparta Wrocław                | 2                              | 2                              | 0                              | 0                              | 4                              | +22                            |
| 2                              | Tauron Włókniarz Częstochowa         | 2                              | 2                              | 0                              | 0                              | 4                              | +18                            |
| 3                              | Platinum Motor Lublin                | 2                              | 2                              | 0                              | 0                              | 4                              | +13                            |
| 4                              | For Nature Solutions KS Apator Toruń | 2                              | 0                              | 0                              | 2                              | 0                              | –13                            |
| 5                              | ebut.pl Stal Gorzów Wielkopolski     | 2                              | 0                              | 0                              | 2                              | 0                              | –18                            |
| 6                              | Fogo Unia Leszno                     | 2                              | 0                              | 0                              | 2                              | 0                              | –22                            |

| Drużyna 1                                 | Wynik dwumeczu | Drużyna 2                        | Pierwszy mecz | Drugi mecz   |
| Ćwierćfinały                              | Ćwierćfinały   | Ćwierćfinały                     | Ćwierćfinały  | Ćwierćfinały |
| ----------------------------------------- | -------------- | -------------------------------- | ------------- | ------------ |
| Fogo Unia Leszno                          | 79:101         | Betard Sparta Wrocław            | 42:48         | 37:53        |
| For Nature Solutions KS Apator Toruń (LL) | 83:96          | Platinum Motor Lublin            | 42:47         | 41:49        |
| Tauron Włókniarz Częstochowa              | 99:81          | ebut.pl Stal Gorzów Wielkopolski | 49:41         | 50:40        |
| Półfinały                                 |                |                                  |               |              |
| For Nature Solutions KS Apator Toruń      | 84:96          | Betard Sparta Wrocław            | 45:45         | 39:51        |
| Tauron Włókniarz Częstochowa              | 68:112         | Platinum Motor Lublin            | 36:54         | 32:58        |
| Mecz o 3. miejsce                         |                |                                  |               |              |
| For Nature Solutions Apator Toruń         | 94:86          | Tauron Włókniarz Częstochowa     | 50:40         | 44:46        |
| Finał                                     |                |                                  |               |              |
| Platinum Motor Lublin (M)                 | 106:74         | Betard Sparta Wrocław            | 51:39         | 55:35        |

Oznaczenia: (M) – tytuł mistrzowski, (LL) – lucky loser.

### Statystyki
| Msc. | Żużlowiec        | Wiek | M. | B.  | Pkt. | Bon. | Razem | Śr. bieg. | KSM |
| ---- | ---------------- | ---- | -- | --- | ---- | ---- | ----- | --------- | --- |
| 1    | Bartosz Zmarzlik | 28   | 20 | 97  | 237  | 8    | 245   | 2,526     | –   |
| 2    | Emil Sajfutdinow | 33   | 20 | 106 | 252  | 7    | 259   | 2,443     | –   |
| 3    | Janusz Kołodziej | 39   | 15 | 69  | 155  | 4    | 161   | 2,333     | –   |
| 4    | Martin Vaculík   | 33   | 16 | 84  | 181  | 10   | 191   | 2,274     | –   |
| 5    | Leon Madsen      | 35   | 20 | 104 | 218  | 16   | 234   | 2,250     | –   |
| 6    | Artiom Łaguta    | 32   | 20 | 95  | 201  | 12   | 213   | 2,242     | –   |
| 7    | Dominik Kubera   | 24   | 14 | 66  | 133  | 12   | 145   | 2,197     | –   |
| 8    | Anders Thomsen   | 29   | 14 | 71  | 145  | 8    | 153   | 2,155     | –   |
| 9    | Daniel Bewley    | 24   | 20 | 98  | 192  | 16   | 208   | 2,122     | –   |
| 10   | Jack Holder      | 27   | 16 | 75  | 142  | 14   | 156   | 2,080     | –   |

Wiek według roku urodzenia. Żużlowcy do 21 lat - młodzieżowcy (inaczej juniorzy),
M. - liczba meczów, B. - liczba biegów, Pkt. - liczba punktów, Bon. - liczba bonusów,
Razem - suma Pkt. i Bon., Śr. bieg. - iloraz Razem przez B., KSM - iloczyn Śr. bieg. bez Bon. razy 4,
Msc. - miejsce na liście klasyfikacyjnej, nsk - żużlowiec niesklasyfikowany
Stan na dzień 2023-09-24

## 1. Liga Żużlowa

### Tabela
| Msc | Drużyna                          | M. | Z. | R. | P. | Pkt | Bon | Razem | +/–  |
| --- | -------------------------------- | -- | -- | -- | -- | --- | --- | ----- | ---- |
| 1   | Enea Falubaz Zielona Góra        | 14 | 14 | 0  | 0  | 28  | 7   | 35    | +232 |
| 2   | Abramczyk Polonia Bydgoszcz      | 14 | 8  | 0  | 6  | 16  | 5   | 21    | +18  |
| 3   | Arged Malesa Ostrów Wielkopolski | 14 | 8  | 0  | 6  | 16  | 5   | 21    | +22  |
| 4   | ROW Rybnik                       | 14 | 7  | 0  | 7  | 14  | 4   | 18    | –28  |
| 5   | Trans MF Landshut Devils         | 14 | 6  | 0  | 8  | 12  | 3   | 15    | –56  |
| 6   | Zdunek Wybrzeże Gdańsk           | 14 | 5  | 0  | 9  | 10  | 2   | 12    | –45  |
| 7   | H. Skrzydlewska Orzeł Łódź       | 14 | 4  | 0  | 10 | 8   | 2   | 10    | –93  |
| 8   | InvestHousePlus PSŻ Poznań       | 14 | 4  | 0  | 10 | 8   | 0   | 8     | –50  |

M. – liczba meczów, Z. – liczba zwycięstw, R. – liczba remisów, P. – liczba porażek,
Pkt. – liczba punktów, Bon. – liczba bonusów, Razem – suma Pkt. i Bon.,
+/– – różnica między zdobytymi i straconymi punktami biegowymi.

### Wyniki
| —   | BYD   | GDA   | LAN   | ŁÓD   | OST   | POZ   | RYB   | ZIE   |
| --- | ----- | ----- | ----- | ----- | ----- | ----- | ----- | ----- |
| BYD | —     | 49:41 | 46:43 | 49:41 | 56:34 | 48:42 | 53:37 | 43:47 |
| GDA | 47:43 | —     | 44:46 | 51:39 | 46:41 | 49:40 | 40:50 | 37:53 |
| LAN | 52:38 | 51:39 | —     | 49:40 | 38:52 | 49:41 | 50:40 | 44:46 |
| ŁÓD | 42:48 | 43:47 | 50:40 | —     | 41:49 | 47:42 | 35:55 | 35:55 |
| OST | 51:38 | 51:39 | 60:30 | 21:26 | —     | 48:41 | 45:44 | 34:55 |
| POZ | 44:46 | 49:41 | 48:42 | 43:47 | 46:44 | —     | 46:44 | 43:46 |
| RYB | 49:41 | 46:43 | 51:39 | 48:42 | 40:50 | 48:42 | —     | 38:52 |
| ZIE | 50:40 | 49:41 | 62:28 | 57:33 | 54:36 | 53:37 | 65:25 | —     |

### Play-Off
Pierwsze mecze ćwierćfinałowe rundy play-off rozegrane zostały w dniach 19–20 sierpnia 2023 roku, natomiast mecze rewanżowe w dniach 26–27 sierpnia, półfinały rozegrano w terminach 9–10 oraz 16–17 września, a finały – w dniach 30 września i 8 października.
| Tabela meczów ćwierćfinałowych | Tabela meczów ćwierćfinałowych   | Tabela meczów ćwierćfinałowych | Tabela meczów ćwierćfinałowych | Tabela meczów ćwierćfinałowych | Tabela meczów ćwierćfinałowych | Tabela meczów ćwierćfinałowych | Tabela meczów ćwierćfinałowych |
| Msc                            | Drużyna                          | M                              | Z                              | R                              | P                              | Pkt                            | +/-                            |
| ------------------------------ | -------------------------------- | ------------------------------ | ------------------------------ | ------------------------------ | ------------------------------ | ------------------------------ | ------------------------------ |
| 1                              | Enea Falubaz Zielona Góra        | 2                              | 2                              | 0                              | 0                              | 4                              | +58                            |
| 2                              | Abramczyk Polonia Bydgoszcz      | 2                              | 2                              | 0                              | 0                              | 4                              | +17                            |
| 3                              | ROW Rybnik                       | 2                              | 1                              | 0                              | 1                              | 2                              | +2                             |
| 4                              | Arged Malesa Ostrów Wielkopolski | 2                              | 1                              | 0                              | 1                              | 2                              | –2                             |
| 5                              | Trans MF Landshut Devils         | 2                              | 0                              | 0                              | 2                              | 0                              | –17                            |
| 6                              | Zdunek Wybrzeże Gdańsk           | 2                              | 0                              | 0                              | 2                              | 0                              | –58                            |

| Drużyna 1                        | Wynik dwumeczu | Drużyna 2                             | Pierwszy mecz | Drugi mecz   |
| Ćwierćfinały                     | Ćwierćfinały   | Ćwierćfinały                          | Ćwierćfinały  | Ćwierćfinały |
| -------------------------------- | -------------- | ------------------------------------- | ------------- | ------------ |
| Zdunek Wybrzeże Gdańsk           | 61:119         | Enea Falubaz Zielona Góra             | 30:60         | 31:59        |
| Trans MF Landshut Devils         | 81:98          | Abramczyk Polonia Bydgoszcz           | 44:45         | 37:53        |
| ROW Rybnik                       | 91:89          | Arged Malesa Ostrów Wielkopolski (LL) | 51:39         | 40:50        |
| Półfinały                        |                |                                       |               |              |
| Arged Malesa Ostrów Wielkopolski | 77:102         | Enea Falubaz Zielona Góra             | 42:47         | 35:55        |
| ROW Rybnik                       | 93:87          | Abramczyk Polonia Bydgoszcz           | 49:41         | 44:46        |
| Finał                            |                |                                       |               |              |
| ROW Rybnik                       | 72:108         | Enea Falubaz Zielona Góra (M) (A)     | 40:50         | 32:58        |

Oznaczenia: (M) – tytuł mistrzowski, (LL) – lucky loser, (A) – awans do PGE Ekstraligi 2024.

### Statystyki
| Msc. | Żużlowiec            | Wiek | M. | B.  | Pkt. | Bon. | Razem | Śr. bieg. | KSM |
| ---- | -------------------- | ---- | -- | --- | ---- | ---- | ----- | --------- | --- |
| 1    | Wiktor Przyjemski    | 18   | 16 | 76  | 183  | 7    | 190   | 2,500     | –   |
| 2    | Przemysław Pawlicki  | 31   | 20 | 97  | 220  | 14   | 234   | 2,412     | –   |
| 3    | Rasmus Jensen        | 29   | 20 | 96  | 205  | 19   | 224   | 2,333     | –   |
| 4    | Krzysztof Buczkowski | 37   | 20 | 97  | 204  | 16   | 220   | 2,268     | –   |
| 5    | Aleksandr Łoktajew   | 29   | 12 | 61  | 131  | 3    | 134   | 2,197     | –   |
| 6    | Kai Huckenbeck       | 30   | 16 | 75  | 151  | 12   | 163   | 2,173     | –   |
| 7    | Rohan Tungate        | 33   | 20 | 88  | 164  | 27   | 191   | 2,171     | –   |
| 8    | Nicolai Klindt       | 34   | 14 | 73  | 149  | 5    | 154   | 2,110     | –   |
| 9    | Patrick Hansen       | 24   | 18 | 78  | 149  | 13   | 162   | 2,077     | –   |
| 10   | Brady Kurtz          | 27   | 20 | 106 | 208  | 10   | 218   | 2,057     | –   |

Wiek według roku urodzenia. Żużlowcy do 21 lat - młodzieżowcy (inaczej juniorzy),
M. - liczba meczów, B. - liczba biegów, Pkt. - liczba punktów, Bon. - liczba bonusów,
Razem - suma Pkt. i Bon., Śr. bieg. - iloraz Razem przez B., KSM - iloczyn Śr. bieg. bez Bon. razy 4,
Msc. - miejsce na liście klasyfikacyjnej, nsk - żużlowiec niesklasyfikowany
Stan na dzień 2023-10-09

## 2. Liga Żużlowa

### Tabela
| Msc | Drużyna                            | M. | Z. | R. | P. | Pkt | Bon | Razem | +/–  |
| --- | ---------------------------------- | -- | -- | -- | -- | --- | --- | ----- | ---- |
| 1   | Texom Stal Rzeszów                 | 12 | 7  | 2  | 3  | 16  | 5   | 21    | +137 |
| 2   | Ultrapur Start Gniezno             | 12 | 7  | 1  | 4  | 15  | 5   | 20    | +91  |
| 3   | OK Bedmet Kolejarz Opole           | 12 | 6  | 4  | 2  | 16  | 3   | 19    | +43  |
| 4   | Grupa Azoty Unia Tarnów            | 12 | 5  | 1  | 6  | 11  | 3   | 14    | +43  |
| 5   | Optibet Lokomotiv Daugavpils       | 12 | 5  | 2  | 5  | 12  | 2   | 14    | –24  |
| 6   | Enea Polonia Piła                  | 12 | 3  | 3  | 5  | 9   | 1   | 10    | –113 |
| 7   | Metalika Recycling Kolejarz Rawicz | 12 | 2  | 1  | 10 | 5   | 0   | 5     | –177 |

M. – liczba meczów, Z. – liczba zwycięstw, R. – liczba remisów, P. – liczba porażek,
Pkt. – liczba punktów, Bon. – liczba bonusów, Razem – suma Pkt. i Bon.,
+/– – różnica między zdobytymi i straconymi punktami biegowymi.

### Wyniki
| —   | DAU   | GNI   | OPO   | PIŁ   | RAW   | RZE   | TAR   |
| --- | ----- | ----- | ----- | ----- | ----- | ----- | ----- |
| DAU | —     | 47:43 | 45:45 | 45:45 | 57:33 | 48:42 | 37:41 |
| GNI | 50:40 | —     | 60:30 | 59:31 | 55:35 | 44:46 | 53:37 |
| OPO | 52:38 | 56:34 | —     | 45:45 | 54:35 | 45:45 | 46:44 |
| PIŁ | 33:57 | 45:45 | 39:51 | —     | 51:39 | 48:42 | 38:51 |
| RAW | 56:33 | 37:53 | 34:56 | 43:47 | —     | 46:44 | 45:45 |
| RZE | 62:27 | 46:43 | 45:45 | 60:30 | 70:19 | —     | 46:32 |
| TAR | 43:47 | 44:46 | 54:36 | 59:31 | 62:28 | 37:53 | —     |

### Play-Off
Pierwsze mecze półfinałowe rundy play-off rozegrane zostały w dniach 9–10 września 2023 roku, natomiast mecze rewanżowe w dniach 16–17 września. Finały odbyły się 30 września oraz 7 października.
| Drużyna 1                | Wynik dwumeczu | Drużyna 2                  | Pierwszy mecz | Drugi mecz |
| Półfinały                | Półfinały      | Półfinały                  | Półfinały     | Półfinały  |
| ------------------------ | -------------- | -------------------------- | ------------- | ---------- |
| Grupa Azoty Unia Tarnów  | 72:107         | Texom Stal Rzeszów         | 38:51         | 34:56      |
| OK Bedmet Kolejarz Opole | 83:97          | Ultrapur Start Gniezno     | 44:46         | 39:51      |
| Finał                    |                |                            |               |            |
| Ultrapur Start Gniezno   | 70:109         | Texom Stal Rzeszów (M) (A) | 38:52         | 32:57      |

Oznaczenia: (M) – tytuł mistrzowski, (A) – awans do I ligi 2024.

### Statystyki
| Msc. | Żużlowiec          | Wiek | M. | B. | Pkt. | Bon. | Razem | Śr. bieg. | KSM |
| ---- | ------------------ | ---- | -- | -- | ---- | ---- | ----- | --------- | --- |
| 1    | Marcin Nowak       | 28   | 16 | 73 | 152  | 19   | 171   | 2,343     | –   |
| 2    | Adrian Cyfer       | 28   | 9  | 49 | 109  | 5    | 114   | 2,327     | –   |
| 3    | Krystian Pieszczek | 27   | 11 | 52 | 108  | 10   | 118   | 2,269     | –   |
| 4    | Ryan Douglas       | 29   | 9  | 48 | 105  | 3    | 108   | 2,250     | –   |
| 5    | Oskar Polis        | 27   | 14 | 71 | 156  | 2    | 158   | 2,225     | –   |
| 6    | Jacob Thorssell    | 30   | 15 | 70 | 142  | 12   | 154   | 2,200     | –   |
| 7    | Adam Ellis         | 27   | 12 | 59 | 113  | 10   | 123   | 2,085     | –   |
| 8    | Paweł Miesiąc      | 38   | 8  | 36 | 65   | 10   | 75    | 2,083     | –   |
| 9    | Sam Masters        | 32   | 16 | 82 | 157  | 12   | 169   | 2,061     | –   |
| 10   | Robert Chmiel      | 25   | 14 | 73 | 139  | 11   | 150   | 2,055     | –   |

Wiek według roku urodzenia. Żużlowcy do 21 lat - młodzieżowcy (inaczej juniorzy),
M. - liczba meczów, B. - liczba biegów, Pkt. - liczba punktów, Bon. - liczba bonusów,
Razem - suma Pkt. i Bon., Śr. bieg. - iloraz Razem przez B., KSM - iloczyn Śr. bieg. bez Bon. razy 4,
Msc. - miejsce na liście klasyfikacyjnej, nsk - żużlowiec niesklasyfikowany
Stan na dzień 2023-10-08